# Château de Quéribus
Le château de Quéribus (en occitan : castèl de Querbús) est un ancien château fort dit « cathare », aujourd'hui en ruine, dont les vestiges se dressent sur la commune française de Cucugnan dans le département de l'Aude, en région Occitanie.
Le château dont l'existence remonte sans doute au Xe siècle, était un des points de défense du pays cathare[réf. nécessaire]. Après sa prise en 1255, il est intégré au dispositif de défense de la frontière de la France avec l'Aragon. L'annexion du Roussillon par la France (traité des Pyrénées, 1659), qui repousse la frontière jusqu'aux Pyrénées, diminue fortement son importance stratégique. Le château se dégrade jusqu'en 1951, date à partir de laquelle il est progressivement restauré.

## Localisation
Gardien du Grau de Maury, Quéribus est perché sur un étroit piton rocheux à 728 mètres d'altitude au-dessus du village de Cucugnan, à la limite du département français de l'Aude et des Pyrénées-Orientales. Il surveille le massif des Corbières, le Fenouillèdes et la plaine du Roussillon.

## Historique

### Les origines dans la zone catalane
Les fouilles archéologiques ont permis de mettre au jour des céramiques datant de l'Âge du fer, puis de la présence de Mérovingiens et de Carolingiens.
Le nom du château, Quéribus, qui veut dire « rocher des buis », est cité pour la première fois en 1021 dans le testament de Bernard Ier Bernard Tailefer, comte de Besalú. À cette date, le castrum fait partie de la vicomté du Peyrapertusès, vassale du comté de Besalú comme la vicomté de Fenouillèdes voisine. En 1111, le comte de Barcelone Raimond-Bérenger III hérite du comté de Besalú et donc de droits suzerains sur la région. En 1162, lorsque se forme la couronne d'Aragon, Quéribus est une des principales forteresses barcelonaises au nord des Pyrénées. Toutefois, avec l’annexion à la couronne du comté de Roussillon en 1172, le rôle de Quéribus diminue. À la fin du XIIe siècle, le Peyrapertusès est inféodé par le roi Pierre II d'Aragon au vicomte de Narbonne.

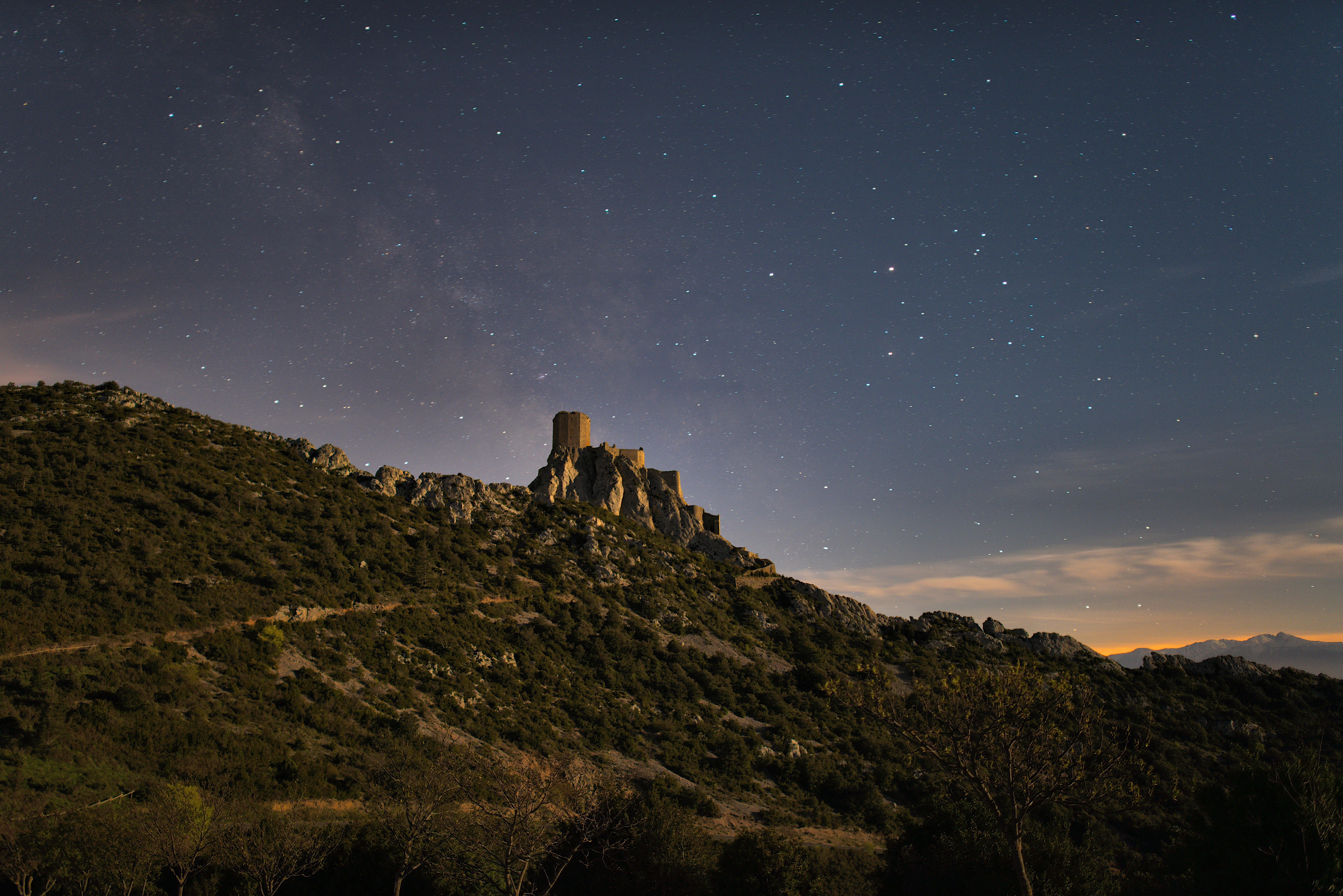
La forteresse sous la voie lactée.
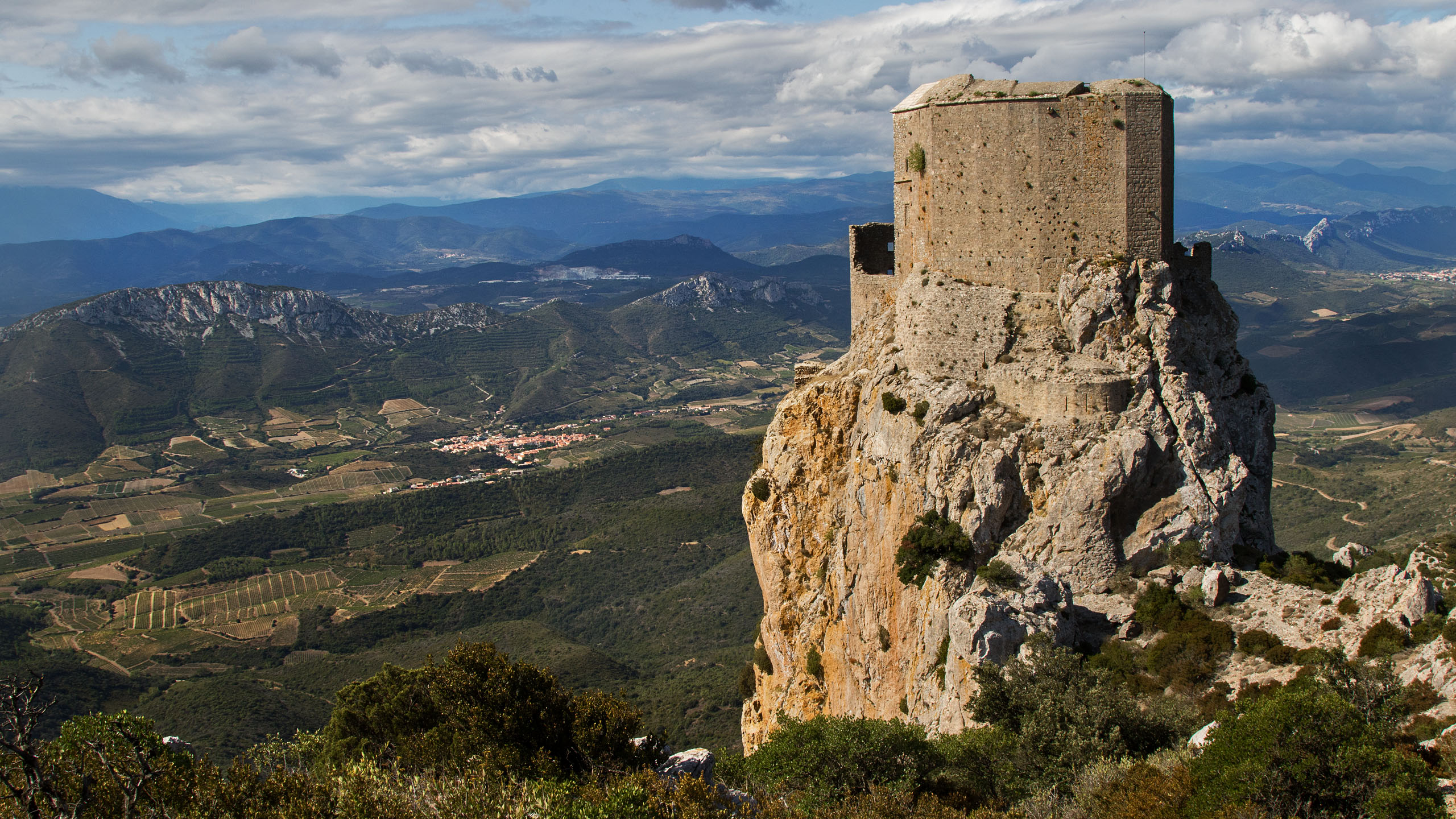
Quéribus veille sur le Fenouillèdes.
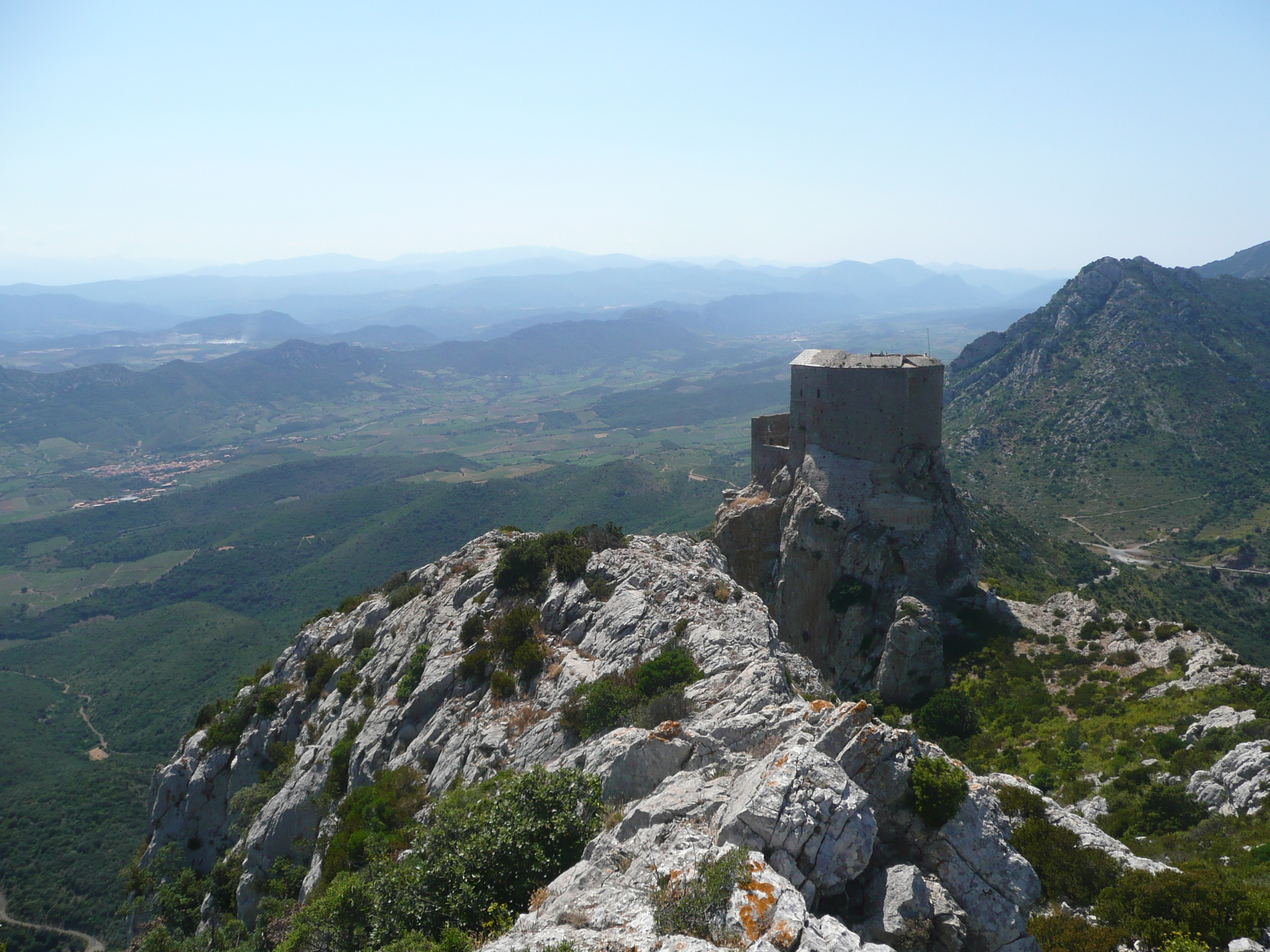
Le château sur son piton rocheux.
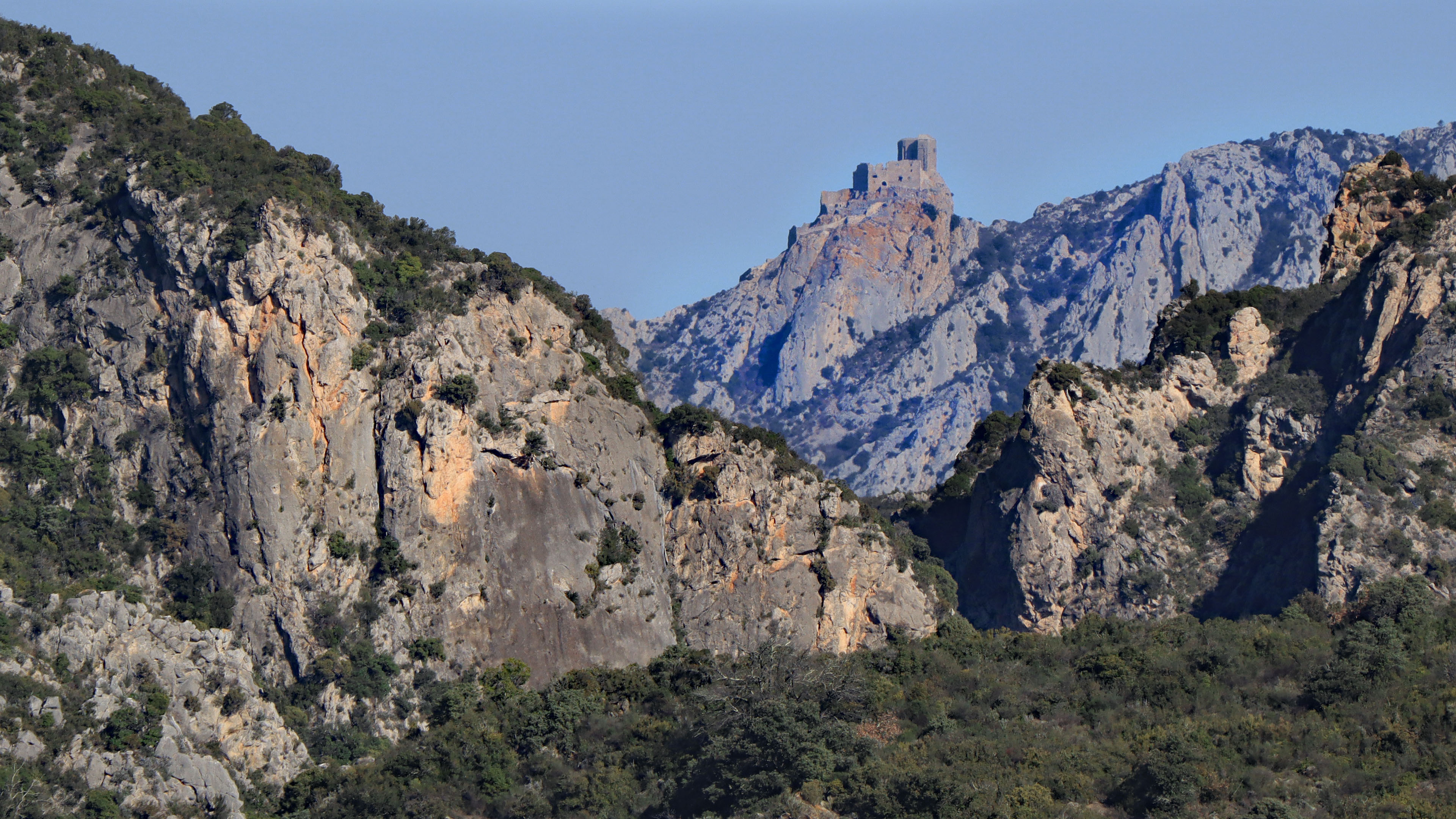
Vue du sud à travers les gorges de Trémoine.
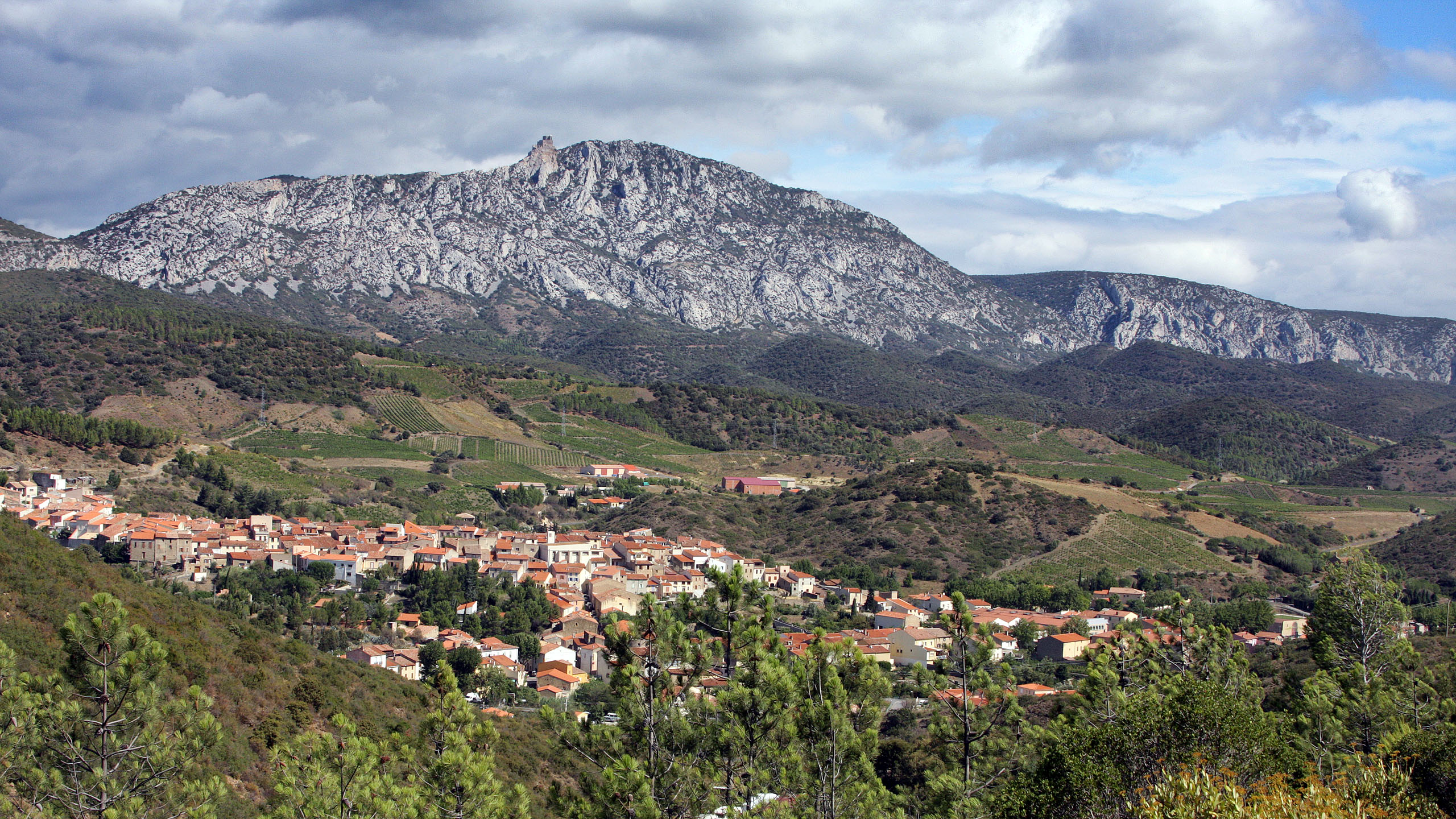
Le village de Maury et Quéribus sur la crête.
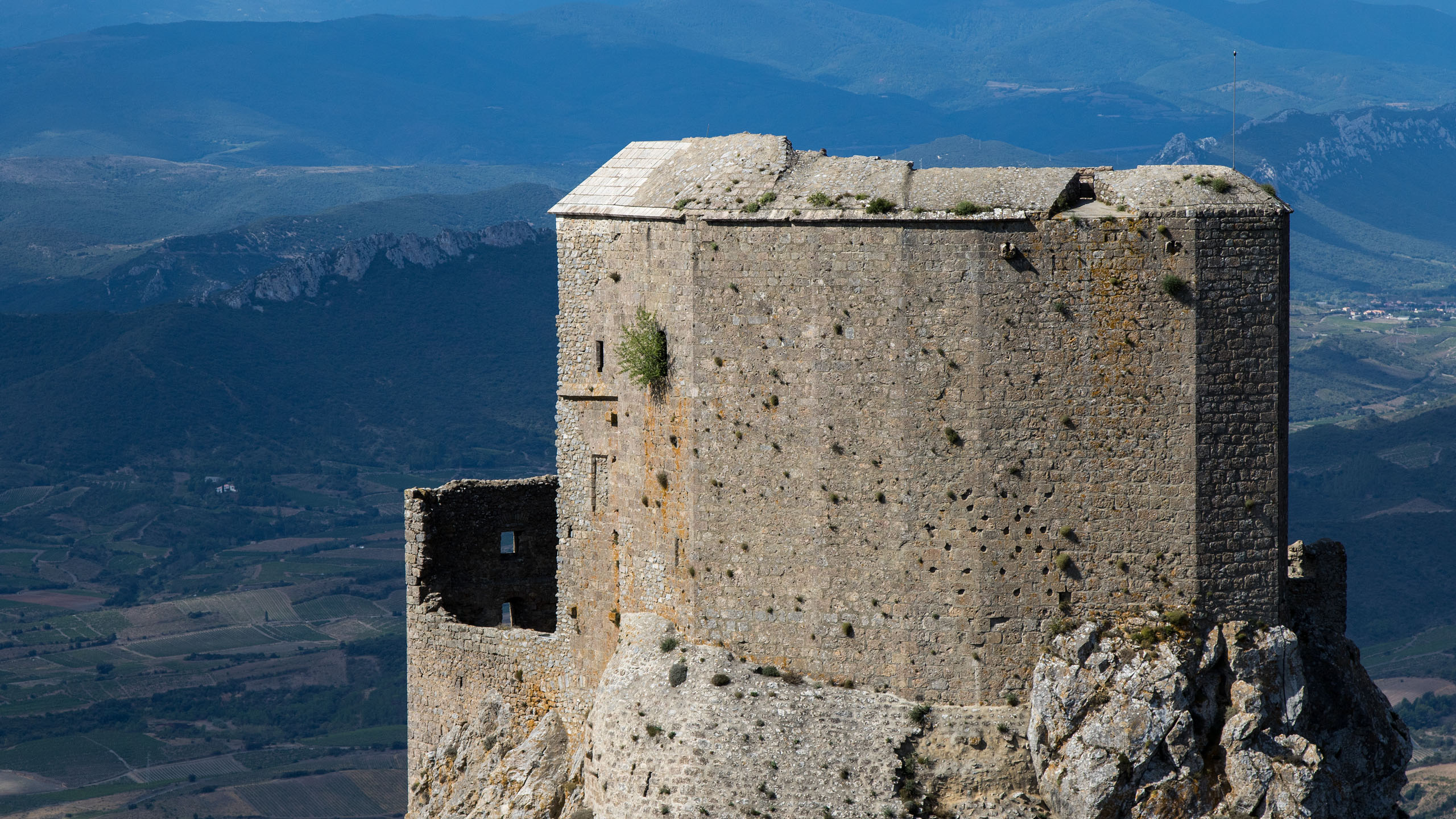
Le donjon.
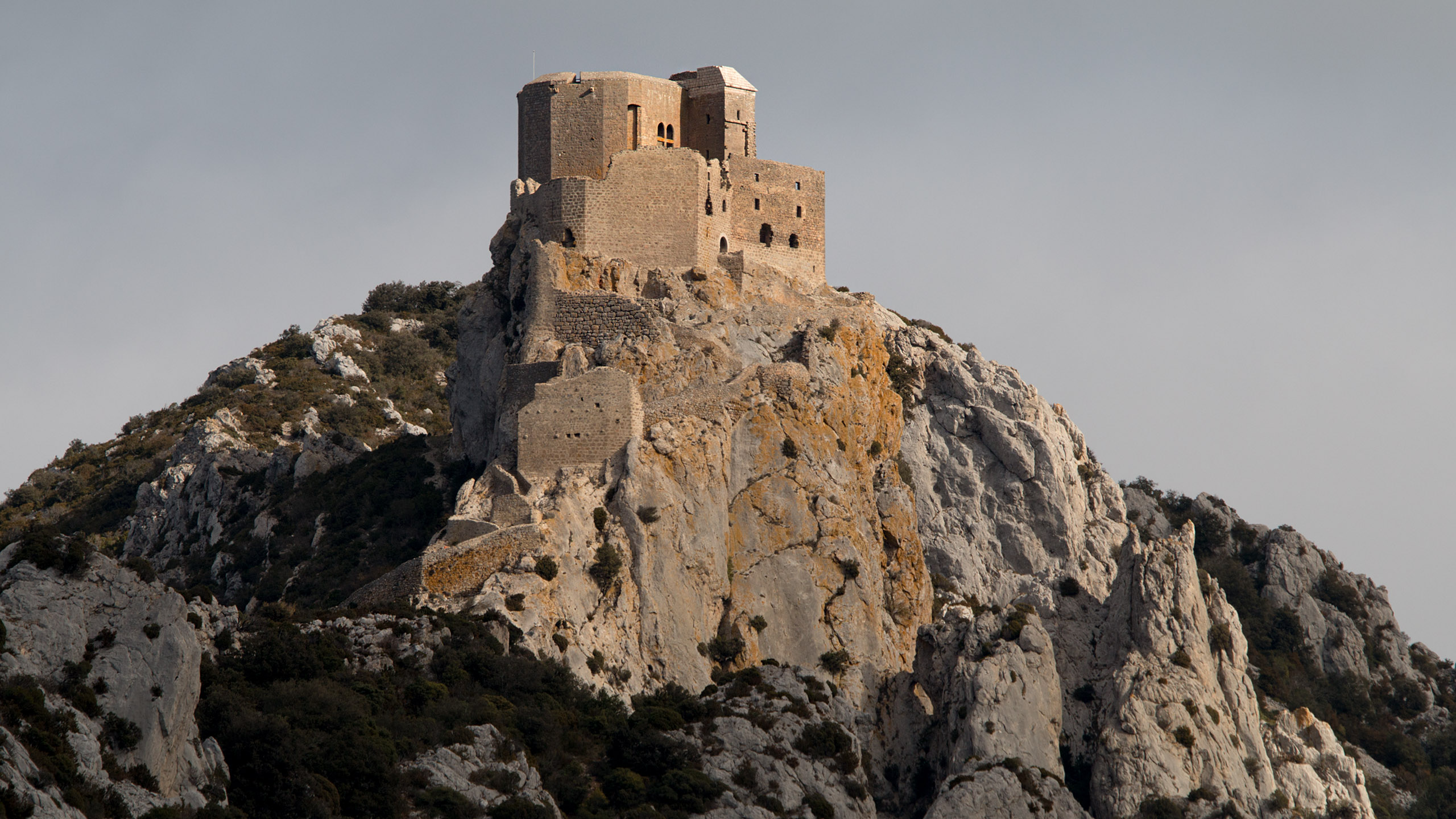
Quand le soleil dore la pierre...
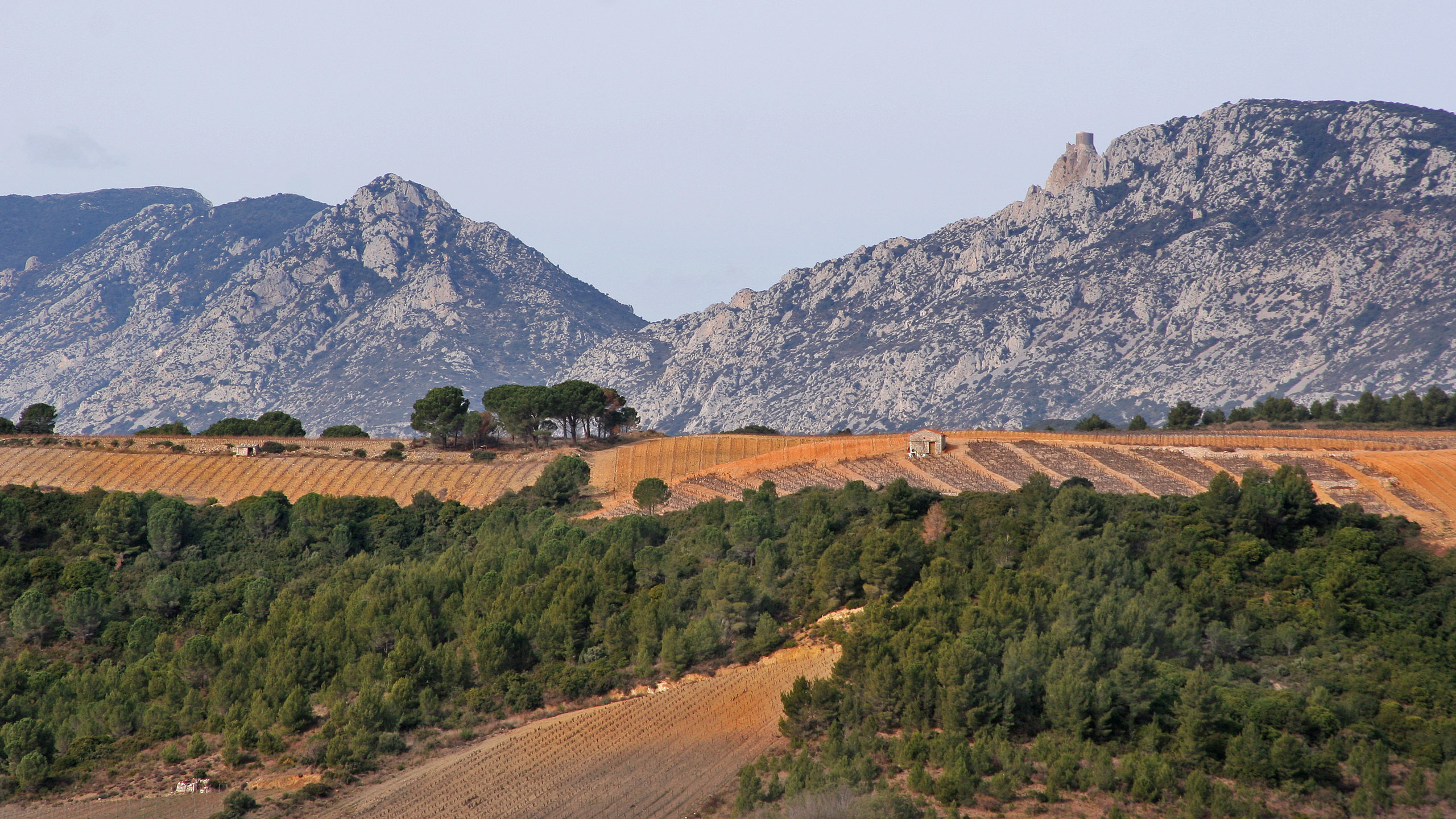
Le Grau de Maury.

### La croisade contre les Albigeois
En 1226, Nuno Sanche de Roussillon a reçu la vicomté de Fenouillèdes et de Perapertusès et fait pour cette raison hommage au roi de France. La vicomté de Fenouillèdes est d’ailleurs encore sous la protection du seigneur de Roussillon, Nuno Sanche de Roussillon, qui agit comme intermédiaire face au roi de France, c'est pourquoi, alors que la guerre fait rage dans le comté de Toulouse, le château est laissé à l'écart des conquêtes croisées. Le chevalier Chabert de Barbeira, hérétique notoire et farouche opposant aux croisés, est au service de Nuno Sanche de Roussillon. Il s'est joint à Raimond II Trencavel pour reprendre Carcassonne en 1240 puis soutient la révolte de Raymond VII de Toulouse, en 1242. Il est investi du pouvoir militaire des places fortes de la vicomté de Fenouillèdes après la mort de Nuno, en 1242. Nuno avait vendu en 1239 les châteaux de Peyrepertuse et Quéribus au roi de France Louis IX pour 20 000 sols melgoriens. Le château de Quéribus est tenu par Chatbert de Barbaira. Il devient un refuge pour les religieux cathares : Benoît de Termes, diacre puis évêque cathare du Razès y réside en 1230 et y meurt sans doute avant 1233. C'est l'un des derniers châteaux cathares avec le château de Puilaurens à accueillir des responsables de l'Église cathare après la chute de Montségur. À la mort de Nuno Sanche de Roussillon, son cousin le roi Jacques Ier d'Aragon hérite du Roussillon et abandonne sa politique de protection du Fenouillèdes. En 1248, Louis IX demande à Chatbert de Barbaira de restituer les castra de Molhet et Padern qu'il avait pris à l'abbaye de Lagrasse. À son retour de la Septième croisade, en 1254, Louis IX ordonne au sénéchal de Carcassonne, Pierre d'Auteuil, de s'emparer du château. La conduite des opérations est confiée à Olivier de Termes, ancien compagnon d'armes de Barbeira, qui connaît les lieux et leur défenseur, pour avoir combattu avec lui face aux croisés. Après un court siège de trois semaines, Le château de Quéribus tombe durant la troisième semaine de mai 1255 et Chatbert de Barbaira se rend à Olivier en échange de sa liberté contre la reddition du château. Quelques mois plus tard, tombait le dernier castrum, le château de Niort en pays de Sault.

### Une forteresse royale

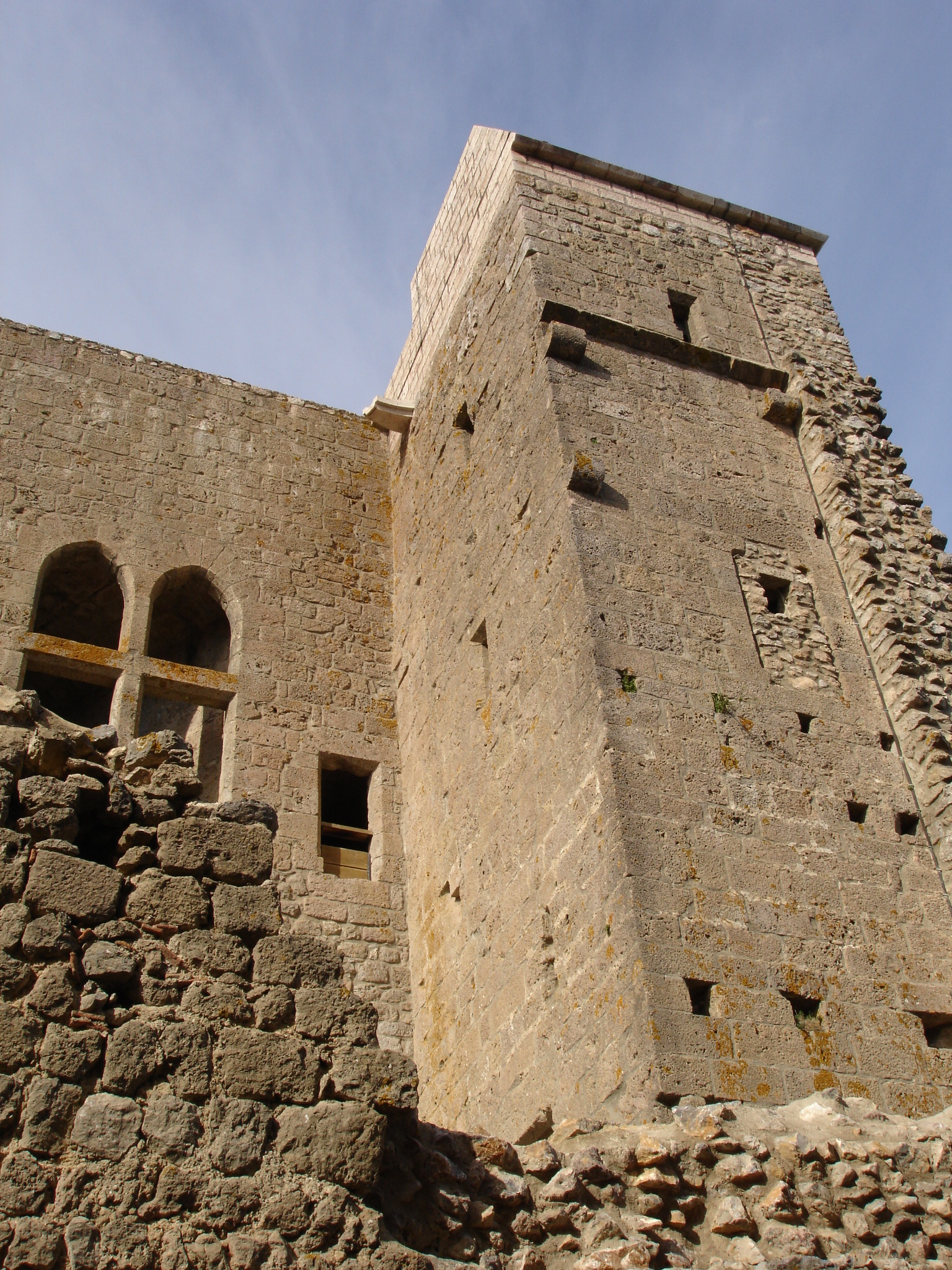
Le donjon du château de Quéribus.

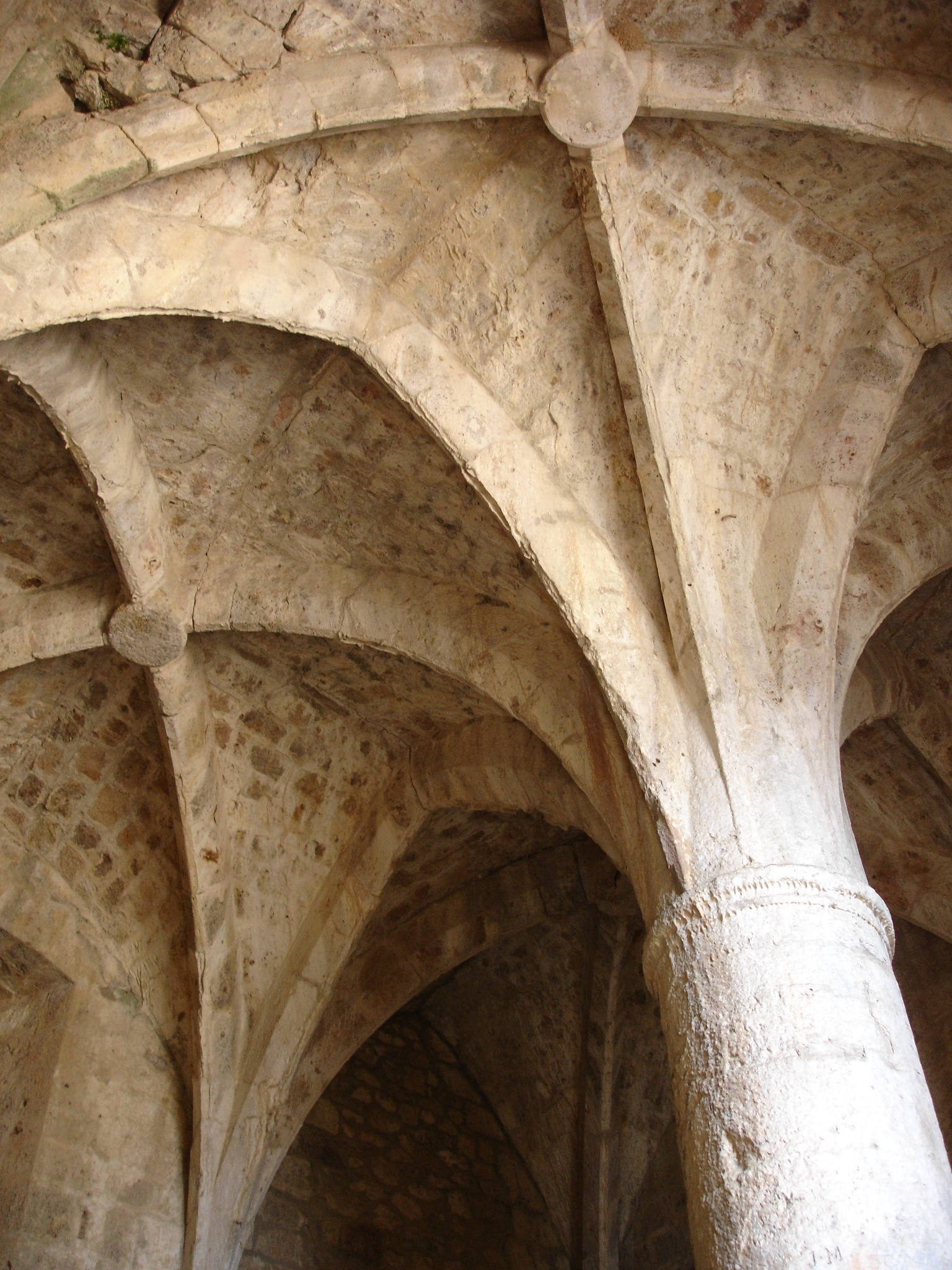
La voûte de la salle gothique du donjon.

En 1258, le traité de Corbeil fixe la frontière entre la France et l'Aragon au sud des Corbières tout près du château. Il devient alors une place forte maîtresse qui appartient au dispositif défensif français dont le commandement est Carcassonne. Il est l'un des « cinq fils de Carcassonne » avec Quéribus, Aguilar, Peyrepertuse, Puilaurens et Termes. À cette date, il est défendu par neuf sergents d'armes, contre vingt auparavant.
Le château est confié à un châtelain désigné par le sénéchal de Carcassonne. Le premier est Nicolas de Navarre nommé en 1259. Puis durant les XIIIe et XIVe siècles, les rois de France reconstruisent et renforcent la structure défensive du château. En 1473, la forteresse est assiégée et prise par les troupes du roi d'Aragon. Enfin, en 1659, le château perd son intérêt stratégique lors de la signature du traité des Pyrénées qui fixe définitivement la frontière franco-espagnole. Cependant, une garnison y est maintenue pendant plusieurs décennies.

### L'abandon du château
Pendant la deuxième moitié du XVIIIe siècle, des capitaines-gouverneurs sont nommés par le roi pour remplacer les châtelains. Ils ont la responsabilité du château, mais sans y résider. Les lieux se dégradent peu à peu et sont le refuge de nombreux brigands.
Abandonnée à la Révolution française, la forteresse continue à se délabrer jusqu'à son classement aux monuments historiques en 1907. La région qui l'entoure avec notamment le Grau de Maury et le village de Cucugnan, constitue un site protégé depuis 1943.
L'inscription du château et ses abords aux sites naturels a été abrogée au profit du classement en 2017 du site du "Puech de Bugarach et de la crête nord du synclinal du Fenouillèdes" englobant le château

### La restauration du château
En 1951, les premiers travaux de rénovation permettent de consolider l'assiette du donjon et de rénover son aspect général. Durant les années 1970, de nombreux petits travaux sont réalisés pour consolider certaines parties du château. Mais c'est entre les années 1998 et 2002 que se déroule la restauration complète du château. De nombreux efforts sont faits pour aménager les lieux et sécuriser l'accès du château au public. Ainsi, le toit du donjon est aménagé en vaste terrasse pour accueillir les visiteurs.
De 1984 à 1989, des fouilles archéologiques ont été réalisées autour du château et dans l'enceinte du château, par Michèle et Jean-Bernard GAU.. Elles ont révélé l'existence de structures d'habitat sur une plate-forme en contrebas du château.

## Description

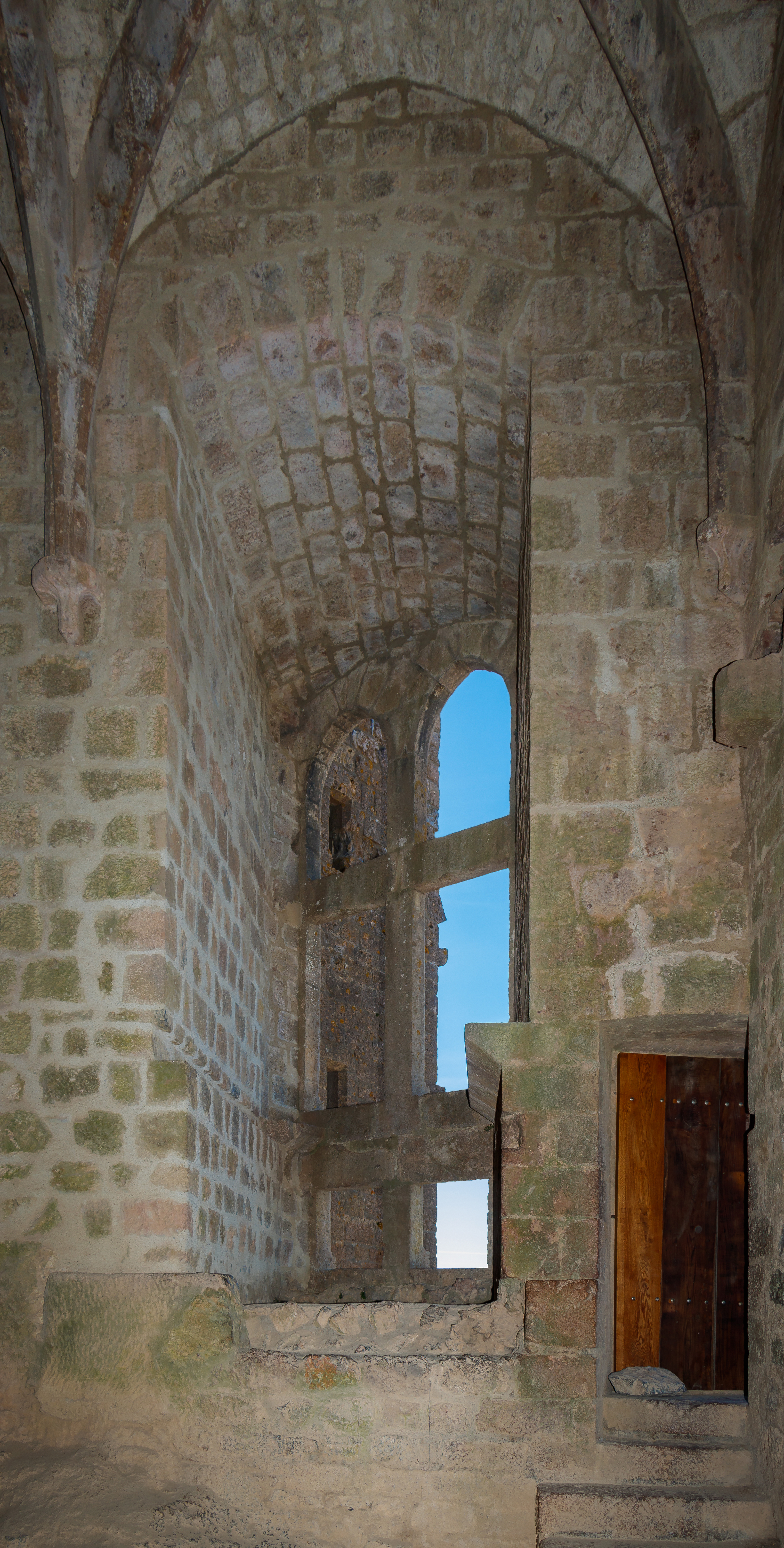
Salle principale du château de Quéribus.

### Les structures défensives
Le château est constitué de trois enceintes étagées au sommet et le long de la falaise. Elles assuraient les défenses du château grâce à divers systèmes de défense : des chicanes, de fines archères utilisées par les arbalétriers, des meurtrières canonnières pour les armes à feu plus large et des mâchicoulis. Quatre siècles d'évolutions de l'art défensif y sont représentés.
Plusieurs systèmes de défenses des portes sont présents : assommoirs, bretèches. Des chemins de ronde et des casemates assurent la surveillance des points vulnérables. Quinze à vingt hommes suffisaient pour défendre la forteresse. Elle ne pouvait de toute façon pas assurer la survie de plus de soldats vu la taille de la citerne et de l'ensemble des bâtiments.

### Les bâtiments et le donjon
Le reste de la forteresse est constitué d'un corps de logis, de salle de stockage, de citernes et d'un donjon. Le donjon est une tour polygonale située dans la troisième enceinte au plus haut de la falaise.
Construit en plusieurs fois, les murs du donjon ont été renforcés et l'épaisseur des murs atteint plusieurs mètres. La géométrie polygonale de la structure permet de réduire les effets dévastateurs des projectiles. À l'intérieur, la salle gothique contient deux pièces (la cave et la salle principale) et est éclairée par une imposante fenêtre. L'intérieur étonnant de cette structure tranche avec l'aspect massif de la tour. En effet, la salle contient les restes d'une cheminée sur le mur ouest. Un imposant et unique pilier central (XIIIe siècle) retient la voûte nervurée de quatre croisées d'ogives. Le culot du pilier est de type pyramidal et soutenait le plancher qui séparait la salle principale de la cave. Le pilier central de la salle gothique garde son mystère : c'est le seul cas d'une chapelle située au cœur d'un donjon.
Le sommet du donjon détient une terrasse accessible par un escalier à vis situé dans une tour rectangulaire accolée au donjon. De cet endroit s'ouvre un panorama sur les Pyrénées, la mer Méditerranée et les vignobles de Corbières.

Panorama sur les Pyrénées.

| Lastours Cité de Carcassonne Puilaurens Montségur Puivert Arques Termes Villerouge- Termenès Peyrepertuse Quéribus Aguilar Toulouse Carcassonne Foix Minerve Narbonne vers Montpellier vers Perpignan Méditerranée |

## Protection
Les ruines du château de Quéribus font l’objet d’un classement au titre des monuments historiques par arrêté du 11 octobre 1907.